# Мочевязь
Мочевязь — река в России, протекает по Ковернинскому и Сокольскому районам Нижегородской области. Устье реки находится в 18 км по левому берегу реки Мочи. Длина реки составляет 21 км, площадь водосборного бассейна — 106 км². Высота устья — 91 м над уровнем моря.

## Данные водного реестра
По данным государственного водного реестра России относится к Верхневолжскому бассейновому округу, водохозяйственный участок реки — Волга от города Кострома до Горьковского гидроузла (Горьковское водохранилище), без реки Унжа, речной подбассейн реки — Волга ниже Рыбинского водохранилища до впадения Оки. Речной бассейн реки — (Верхняя) Волга до Куйбышевского водохранилища (без бассейна Оки).
Код объекта в государственном водном реестре — 08010300412110000017009.